# تفجير ضريح العسكريين 2007
تفجير ضريح العسكريين 2007 وهي عملية تفجير منظمة بواسطة عبوات ناسفة في 13 يونيو 2007 استهدفت ضريح الإمامين علي الهادي والحسن العسكري في سامراء في العراق الذي له قدسية لدى الشيعة وذلك لانه مرقد الامامين علي الهادي والحسن العسكري وأدى إلى تدمير مأذنتي المرقد بالكامل.

## التفجير

صورة نشرتها القوات الأمريكية تبين الدمار اللاحق بالمرقد بعد التفجير

صباح يوم الأربعاء 13 يونيو 2007 حدث تفجير استهدف مأذنتي المرقد الذهبيتين ودمرهما بالكامل وكان التفجير بواسطة عبوة ناسفة وبعد لحظات أعلن التلفزيون العراقي حظر التجوال في بغداد لاجل غير مسمى تفادياً لوقوع أعمال عنف أو تصفية طائفية واكد شهود عيان من سامراء بأنهم قد سمعوا دوي انفجار كبير في سامراء وإن منارتي الإمامين سويت بالأرض ولم يعد لهما أثرا واكدوا أن إطلاق النار وتبادل القصف بقذائف الهاون لم يتوقف في محيط مسجد العسكريين منذ مساء الثلاثاء الذي سبق التفجير بيوم في أعقاب خلاف بين قوة من الشرطة المحلية مكلفة حماية المكان وأخرى قدمت من بغداد للغرض ذاته وقامت الشرطة بإطلاق الرصاص في الهواء قرب محيط المرقد لإبعاد الشيعة الغاضبين الذين احتشدوا للتظاهر خارجه فيما تم فرض حظر التجوال في مدينة سامراء أيضاً تحسباً لوقوع أي أعمال عنف في المدينة

## أعمال عنف اعقاب التفجير
عقب هذا التفجير تعرضت عدة مساجد في بغداد للإحراق والتهديم حيث تعرضت أربعة مساجد في جنوب بغداد إلى هجمات بعد ساعات من تفجير ماذنتي مرقد الامامين العسكريين وقام مسلحون مجهولون بحرق مسجد في بلدة الإسكندرية ومسجدان في بلدة المحاويل جنوبي بغداد صباح الخميس 14 يونيو 2007 وفي اليوم التالي 15 يونيو 2007 قام مسلحين بالهجوم على مسجد طه صباح في قضاء الزبير بالبصرة وتعرضت مساجد سنية أخرى للتدمير اما في بابل فقد قام مجموعة من المسلحين بتفجير ثلاث مساجد سنية شمال المدينة من خلال زرع عبوات ناسفة داخلها وحذر مراقبون من نشوب حرب أهلية في العراق على اثر هذه الأعمال فيما خرج اتباع رجل الدين الشيعي مقتدى الصدر في مظاهرات سلمية حاشدة في مدينة الصدر وغيرها وذلك باوامر مباشرة منه وقد كان الصدر قد دعا إلى ضبط النفس وعدم الانجرار وراء الفتنة الطائفية.

## ردود الفعل
- : اصدر مكتب المرجع الديني الشيعي آية الله العظمى السيد علي السيستاني بياناً استنكر فيه الجريمة البشعة بتفجير ماتبقى من معالم العتبة العسكرية وتهديم المأذنتين مؤكداً ان هذا العمل يعبر عن مدى حقد مرتكبيه وبغضهم لال البيت وسعيهم لاشعال نار الفتنة الطائفية في العراق داعياً إلى ضبط النفس والتحمل وتجنب القيام بأي عمل ضد مقدسات الآخرين[12]
- : اصدر مكتب المرجع الديني الشيعي آية الله العظمى السيد محمود الحسني الصرخي بياناً استنكار وشجب للجريمة النكراء بالتفجير الثاني لمرقد العسكريين في سامراء مبيناً ان من يؤسس لهذه الأعمال الارهابية دول ومنظمات الضلال والظلام الفكري والقبح والفسـاد النفسي والأخلاقي العالمي، والتي تستهدف المسلمين جميعاً، باستفزازهم وإثارتهم بانتهاك مقدساتهم ورموزهم وشعائرهم المقدسة.[13]
- : أمر رئيس الوزراء العراقي نوري المالكي في كلمة ألقاها في سامراء عقب التفجير باعتقال جميع أفراد الأمن المسؤولين عن حماية المرقدين والتحقيق معهم.[10][14]
- : أرسل جورج بوش تعازيه إلى رئيس الوزراء العراقي نوري المالكي وحثه على تحويل لحظة المأساة إلى فرصة لإظهار الوحدة في وجه من أسماهم المتشددين وأكد استعداد الولايات المتحدة للمساعدة في إعادة بناء المرقد وترميمه.[10]
- : ادان الأمين العام للامم المتحدة بان كي مون تفجير مأذنتي المرقد وودعا العراقيين إلى تجنب دوامة الثأروضبط النفس ورفض الاستفزاز[10]
- : عبر وزير الخارجية المصري أحمد أبو الغيط عن الغضب والصدمة الشديدين إزاء التفجير وذلك في بيان اكد فيه إن مثل هذا العمل الإجرامي لا يستهدف مصلحة العراق ولا يعبر عن أي قيم دينية أو روحية[10]
- ,  : استنكرت دولتا الإمارات العربية المتحدة وقطر العملية الاجرامية[10]